# 二個師団増設問題
二個師団増設問題（にこしだんぞうせつもんだい）とは、日露戦争後の情勢を受けて明治後期から大正初期にかけての日本において発生した陸軍拡張を巡る政治問題。第2次西園寺内閣（西園寺公望首相）は軍の拡張要求を拒否、軍は上原勇作陸相を辞任させて後任を出さず同内閣を総辞職に追い込んだ。

## 二個師団増設の方針
1904年（明治36年）の日露戦争開戦直前の陸軍は13個師団体制であったが、戦時中に4個、戦後の1906年にはさらに2個増強されて19個師団体制となった。陸軍では戦時中から満州軍参謀本部を中心に戦後のロシアによる報復を予測するとともに従来の守戦中心の作戦から攻勢中心の作戦に切り替えるべきという考えから19個師団から20個師団程度の増強を望んでおりその水準は達成していたが、陸軍に大きな影響力を持つ山縣有朋はこれを機に「平時25個師団・戦時50個師団」まで拡張すべきだと主張、海軍もアメリカ合衆国を仮想敵国とした八八艦隊構想を抱いており両者の構想が組み合わさる形で、「帝国国防方針」案が作成された。同案は1906年10月に上奏され、翌1907年4月になって裁可を得た。この方針に関して軍部は統帥権を根拠にして内閣の関与を一切認めなかったが、内閣総理大臣である西園寺公望は「財政の状況が許す限り」という前提を付けた上でこの方針に同意した。

## 財政難と増設案の対立

### 陸軍と内閣の協調・対立（明治期）
陸軍は当面の目標として朝鮮半島に駐留させる2個師団の増師（師団増設）を行って、21個師団体制にすることを望んだ。だが、戦後の財政難の中で第1次西園寺内閣（西園寺公望首相）も第2次桂内閣（桂太郎首相）もそれを行うことはなかった。1911年に成立した第2次西園寺内閣の陸軍大臣の石本新六はその方針を変えなかったが、内閣との対決は回避し協調する方針を取っていた。ところが、1912年（明治45年/大正元年）4月に石本陸相が急死して後任に上原勇作が就任すると、軍務局長の田中義一とともに政財界に対して積極的な働きかけを始めることになる。陸軍は、
1. シベリア鉄道の複線化によりロシア軍の増強が容易になっている。
2. 辛亥革命によって中国情勢が不安定になっている。
3. 韓国併合によって常設部隊の必要性が生じた（従来は内地（日本本土）の師団を交替で派遣していたが、非常時には対応が困難）。

として、増設の必要性が高まっていると主張した。これに対して、内閣は
1. 財政難。
2. 日露協商の成立で日露関係は安定している。
3. 世論が増設に反対している。

として、時期尚早であるとした。当時、内閣は行財政整理と減税および継続中の海軍充実の財源に充てるために各省に対して予算の1割（10%）の削減を要求していたが、陸軍はこれを実質3%に抑えてその差分の7%を2個師団の増設予算に回すように求めた。世論の支持を受けた内閣と政財界に支持を広げた陸軍の対立が続いたが、明治天皇の崩御（7月30日）と大喪（9月13日）があり、結論は先送りされた。

### 陸軍と内閣の対立・抗争（大正期）
大喪が終わると、陸軍は内閣に対して2個師団の増設の理由を説明させて欲しいと求め、責任者である田中、続いて大臣である上原が説明を行ったが、閣議の納得を得られず、続いて山縣有朋と西園寺公望が会談を行った。当初は、陸軍側の要望も受け入れて欲しいと要請した山縣も、2度目の会談で増師が実現しないと重大な事態を招くと西園寺に迫り、会談は決裂に至った。山縣は二個師団増設問題を強引に推し進めることに危ないものを感じ、将来の増設への手がかりを残すことを内閣と約すことで、内閣と陸軍の妥協を図ろうとした。しかし、山縣が風邪で東京に戻るのが遅れているうちに、桂太郎に煽動された上原は11月22日の閣議において2個師団増加のために今後6年間に200万円ずつの財源をつけるように要求した。内閣はこれを拒否、世間でも増師反対大会が開かれるに至った。これを受けて、上原は12月2日に大正天皇に対して帷幄上奏をして自身の辞職の旨を伝えた。陸軍は後任を推薦せずに5日に西園寺内閣は総辞職した（軍部大臣現役武官制）。この総辞職の過程は政党（立憲政友会）を基盤とした内閣と藩閥・軍部・官僚の抗争という要素があったが、藩閥や軍部に対する人々の怒りを招き、陸軍の後押しを受けた第3次桂内閣は第一次護憲運動によって2か月で崩壊した（大正政変）。

## 二個師団の設置
1914年に第一次世界大戦が勃発し、当時の第2次大隈内閣は2個師団増設の必要を認めて予算案を提出したが、かつての西園寺政権の支持基盤で大正政変を主導した立憲政友会の反対で否決、衆議院は解散されて1915年3月25日に第12回衆議院議員総選挙が行われた。この選挙で大隈内閣を支持する党派が勝利を納め、同年6月になって2個師団増設の予算案が認められた。これを受けてこの年の12月に第19師団と第20師団が咸鏡北道の羅南と京城郊外の竜山にそれぞれ設置された。